# Capra pyrenaica hispanica
Capra pyrenaica hispanica è una sottospecie dello stambecco iberico, che occupa l'arco di montagne parallele alla costa Mediterranea, comprese tra il fiume Ebro e la Rocca di Gibilterra (dove non è più presente da molto tempo). La comunità più numerosa si trova nella Sierra Nevada, nella Spagna meridionale.